# Igelkottskaktussläktet
Igelkottskaktussläktet  (Echinocactus) är ett suckulent växtsläkte inom familjen kaktusväxter med sex arter. 

## Beskrivning
Igelkottskaktussläktet innehåller stora klotformade till kort cylindriska kaktusar, till över två meter höga, oftast betydligt mindre. Diametern varierar från art till art från 8–80 cm. Många arter förgrenar sig inte annat än om toppen blir skadad, andra arter bildar kolonier. Vissa arter har pålrot, andra inte. Stammarna är inte segmenterade, de är gröna till blå- eller grågröna. Toppen är oftast tillplattad och tätt ullig. Antalet ribbor varierar från 8 till över 60, de är tydliga, raka eller svagt vågiga, ibland medsols spiralställda. Areolerna sitter glest eller tätt, de är runda till avlånga. Taggarna blir 5-19 per areol, hårda, raka eller krökta. De är ibland platta eller med fåror. Blommorna kommer fram nära toppen och slår ut dagtid, de är trattlika till utbredda och blir mellan 2,4 och 3,2 cm vida. Blompipens fjäll har en tagglik spets, själva pipen täcks av ull vid blomningen, egentliga taggar saknas. Även de yttre hyllebladen har en tagglik spets. De inre hyllebladen är gula, rosa eller magentaröda. Frukten är vanligen torr, mer sällan köttig, den förblir hel, spricker upp oregelbundet eller öppnar sig via porer vid basen. De är till färgen vita till gulbruna, rosa eller röda, men täcks vanligen av ull.
Släktet är närstående djävulstungorna (Ferocactus) men skiljer sig genom att blompipens fjäll och yttre hylleblad har en tagglik spets. Fjällen har också ull som döljer själva pipen vid blomningen. Djärvultungorna har rundade fjäll och saknar ull, vilket gör att pipen syns under blomningen.
Namnet Echino kommer från grekiskans e’chinos och betyder taggig eller igelkott.

## Förekomst
Igelkottskaktusar kommer ursprungligen från Mexiko och USA:s varma och torra delstater, såsom Kalifornien, Arizona, New Mexico, Texas, Nevada och Utah.

## Referenser

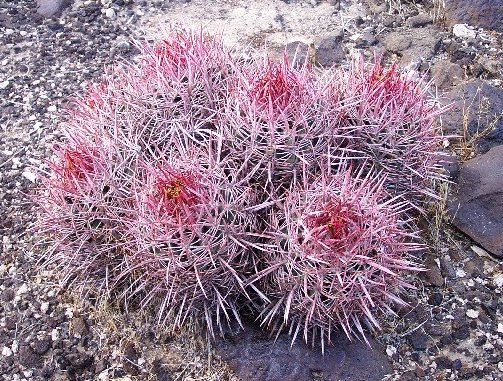
Echinocactus polycephalus